# La follia di Barbablù
La follia di Barbablù (Bluebeard) è un film del 1944 diretto da Edgar G. Ulmer.

## Trama
A Parigi si susseguono i ritrovamenti da parte della polizia dei cadaveri di giovani donne strangolate e gettate nella Senna. Mentre in città regna la paura per questo assassino seriale chiamato Barbablù, Lucille Lutien assiste con alcune sue amiche a uno spettacolo di burattini e ne rimane affascinata, stringendo amicizia con Gaston Morrell, l'autore dello spettacolo, che si rivela anche un abile pittore. Tuttavia dietro l'apparenza del sensibile artista si cela l'identità del feroce assassino.